# Ioan Sorin Roman
Ioan Sorin Roman (n. 3 iulie 1970, Oradea, România) este un deputat român, ales în 2008 din partea Partidului Social Democrat. 